# Proceroecia brachyaskos
Proceroecia brachyaskos är en kräftdjursart som först beskrevs av G. W. Müller 1906.  Proceroecia brachyaskos ingår i släktet Proceroecia och familjen Halocyprididae. Inga underarter finns listade i Catalogue of Life.